# Villa di Quarto

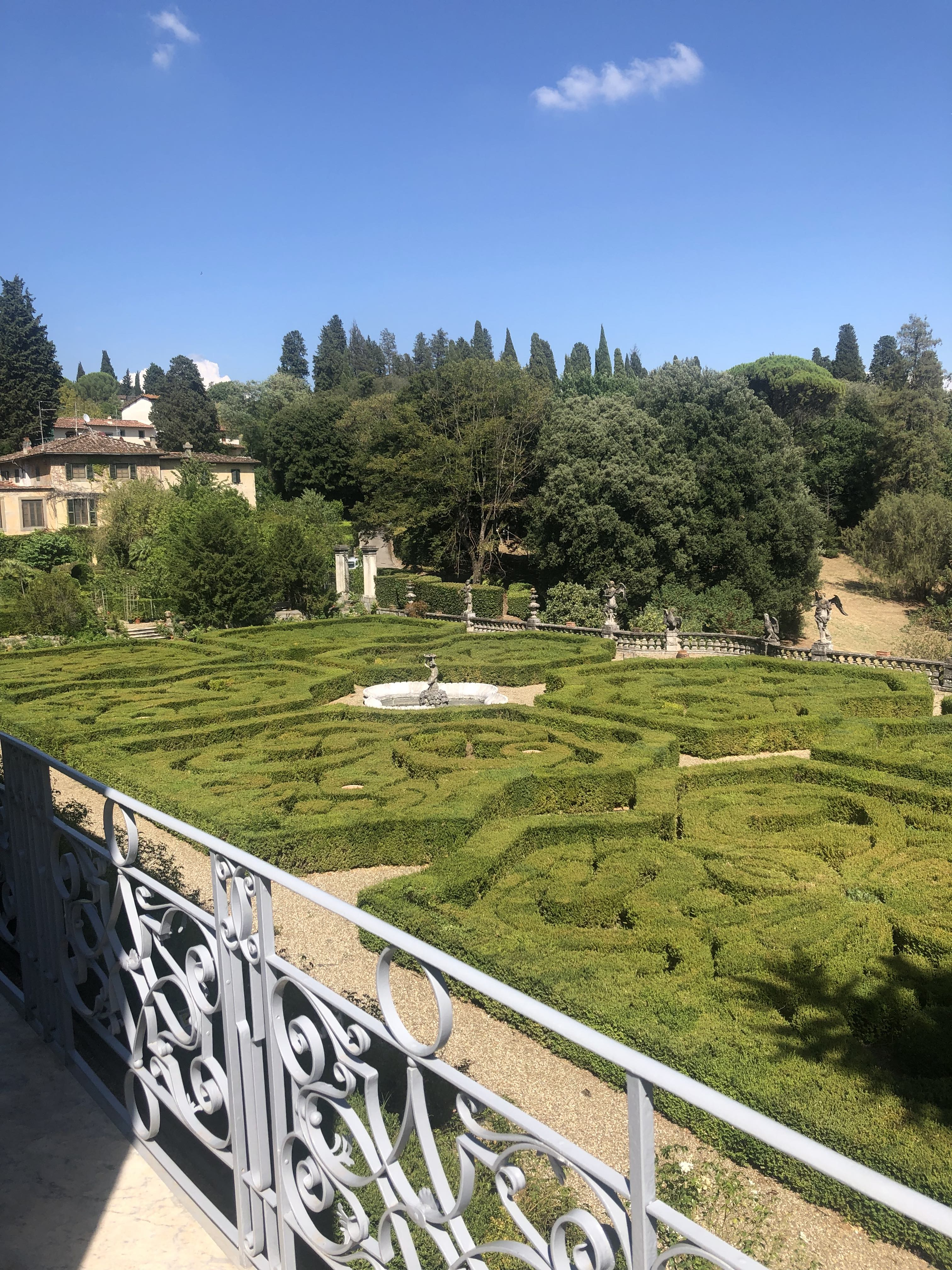
I giardini all'italiana

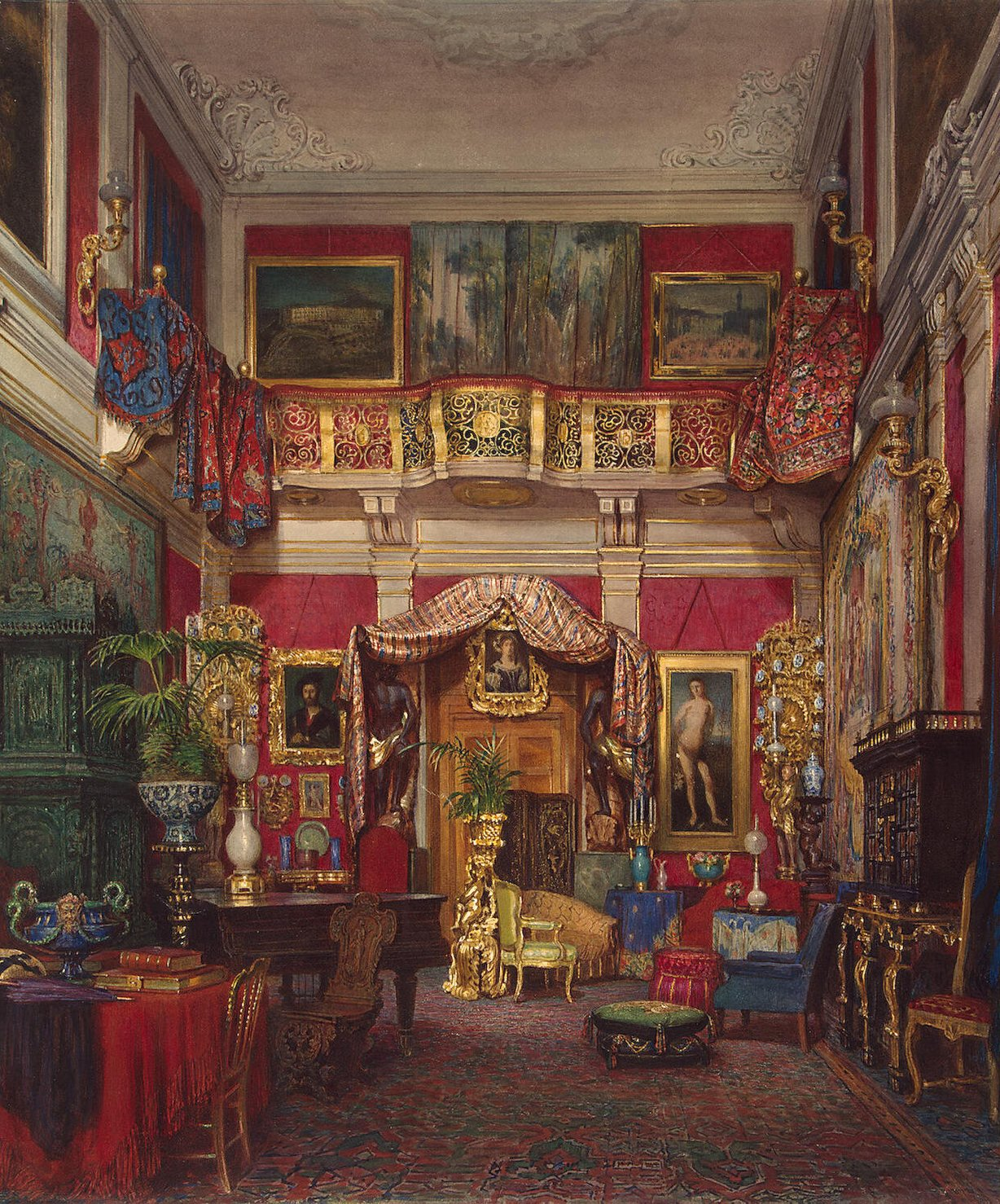
Sala

La Villa di Quarto, o di Castelquarto, a Firenze, si trova in via Pietro Dazzi 9, nella zona collinare ai piedi del Monte Morello, con accesso da via Pietro Dazzi e via del Gioiello. La villa si trova alle spalle della chiesa di Santa Maria a Quarto e il suo parco confina con quello della villa La Petraia.
Quarto è uno dei toponimi che ricalcano le pietre miliari romane, tra i quali il più famoso in questa zona è Sesto Fiorentino, sede di un comune di 45 000 abitanti.

## Storia
La villa risale al XV secolo e dopo vari passaggi di proprietà nel 1713 divenne della famiglia Pasquali.
Nel XIX secolo appartenne a Girolamo Bonaparte, ex re di Vestfalia, il quale la lasciò in eredità alla figlia Matilde, sposa del principe russo Anatolij Demidoff. Fu in questo periodo che la villa assunse la struttura definitiva che si ammira anche oggi. Dopo ulteriori passaggi di proprietà nel 1908 venne acquistata dai baroni Ritter de Zahony, che ne curarono un restauro complessivo.
Negli anni 80 la villa fu suddivisa in diversi proprietari ed il piano primo  ( Piano Nobile ) con vista su Firenze fu acquistato dall'industriale Ubert Vanni, proprietario delle manifatture Shubert's, insieme alla moglie Gioconda e al figlio Stefano Vanni.
Tra gli ospiti illustri si ricordano lo storico e statista francese Adolphe Thiers e lo scrittore statunitense Mark Twain, la cui moglie Olivia Langdon detta Livy spirò proprio in questa villa nel 1904.

## Descrizione
L'edificio ha un impianto assai semplice, con tre piani nella parte a monte, mentre dal lato sul giardino si apre una loggia ottocentesca con tre archi su colonne binate, in sostituzione di un più antico loggiato settecentesco. L'entrata principale si trova a lato monte, con ampio portale si accede a un atrio arricchito da busti marmorei e da una volta affrescata; dall'atrio inizia una monumentale scala in pietra grigia che porta al primo piano dove si trova il salone principale, quest'ultimo alto circa 6 metri e dal soffitto voltato e affrescato con motivi ottocenteschi, è collegato ad altre sale altrettanto grandiose e alla galleria che corre parallela al terrazzo posto sopra al portico esterno da cui si gode della vista dell'ampio giardino all'italiana e del grande prato del parco all'inglese. Attualmente la villa necessita di alcuni interventi strutturali e conservativi nelle parti esterne.

### Giardini
Il giardino all'italiana e la villa sorgono su un terrazzamento che li eleva sopra al restante parco all'inglese, quasi a creare una netta distinzione tra il formalismo dell'uno e la naturalità del secondo. Inoltre tale giardino geometrico è cinto da una balaustrata sormontata da statue settecentesche, lo stesso motivo riscontrabile nel terrazzo sopra al loggiato che su questo giardino si affaccia. Si presenta come un giardino geometrico all'italiana, anche se il disegno complicato delle aiuole di bosso si definisce alla francese, con una vasca circolare marmorea al centro. Sul lato sud è chiuso da una bella limonaia, con due corpi rialzati che anticamente ospitavano gli alloggi della servitù.
Più oltre si estende il parco ottocentesco, composto da una macchia di verde di grande suggestione che fa da sfondo all'edificio principale. È un tipico parco romantico all'inglese, con un grande prato circondato da un vialetto, con un tempietto classico che ha come scenografia alcune piante resinose e querce, un laghetto e diverse statue che lo punteggiano.
Le specie arboree sono numerose: acero montano, ippocastano, corbezzolo, cipresso dell'Arizona, cipresso comune, ginkgo biloba, siepi di alloro, varie specie di pini, platani, lecci, farnia, quercia rossa, sequoia, olmo e viburno tino.